# Marmorkirken
Denne side handler om Marmorkirken i København. For Frederikskirken i Aarhus, se Frederikskirken. For Frederiks Kirke ved Viborg, se Frederiks Kirke (Viborg Kommune). For Frederiks Tyske kirke i København, se Frederiks Tyske Kirke.
Marmorkirken er en kirke i Frederiks Sogn. Dens officielle navn er Frederiks Kirke. Den ligger som et fokuspunkt i den del af København, som kaldes Frederiksstaden.
I forbindelse med etableringen af Cityringen blev en metrostation anlagt under kirken.

## Historie

### Det oprindelige projekt
Da man i midten af 1700-tallet anlagde Frederiksstaden, ville man bygge en monumental kirke for enden af bydelens tværakse, Amalienborgaksen. Kirken skulle markere oldenborgernes 300 år i kongehuset, og Frederik den 5. nedlagde grundstenen den 30. oktober 1749 som en del af jubilæumsfejringen.
Hofbygmester Nicolai Eigtved fik til opgave at tegne kirken og lede byggeriet. Der kendes mindst 5 tegninger fra hans hånd fra årene 1750-1754. Kirkebygningskommissionen var dog ikke helt tilfreds med Eigtveds projekter, som var i en på det tidspunkt gammeldags rokokostil, og indhentede forslag fra bl.a. de franske arkitekter Ange-Jacques Gabriel og Nicolas-Henri Jardin. Der kendes også projekter fra Lauritz de Thurah og Georg David Anthon.
Fælles for de fleste af projekterne er kirkens grundplan: et rundt centralt kirkerum med en stor tamburbåret kuppel, flankeret af to mindre klokketårne, og med tempelindgange på øst- og vestsiden.
Da Eigtved døde 7. juni 1754, blev Thurah indsat som leder af byggeriet, men det lå stille, indtil Jardin blev hentet til landet og overtog ansvaret den 1. april 1756. Byggeriet blev videreført efter Jardins egne tegninger, som han publicerede i form af graveringer i hhv. 1765 og 1769 under navnet Plans, coupes et élévations de l'église royale de Fréderic V. (Se links.)
Frederik den 5., som finansierede det kostbare projekt, døde i 1766, og Christian den 7. var ikke så interesseret i at føre det videre. Byggeriet fortsatte på halv kraft, indtil det stoppede helt i 1770. Man var på det tidspunkt nået op til toppen af de nederste søjler i rotunden og indgangen på østsiden, og lidt lavere på vestsiden.
Der skulle nu gå over hundrede år, før der igen blev bygget på kirken. Ikke at det skortede på idéer til videreførelse af byggeriet i den mellemliggende tid. Der kendes planer fra stort set alle af tidens kendte arkitekter, herunder C.F. Harsdorff og G.F. Hetsch, men ingen af dem blev realiseret. 1846 udstillede Christian Bernhard Hornbech også et projekt, som heller ikke blev til noget.
I 1868 udstillede arkitekten Theodor Stuckenberg et udkast til Frederikskirkens Omdannelse til et Monument for Frederik VII og hans Tid (Grundlovsmonument) og samtidig en model af monumentet i Rosenborg Brøndsal. Dette forslag, der gik ud på at placere H.W. Bissens rytterstatue af kongen på Marmorkirkens ruin vakte en del opsigt under finanslovsdebatten 1869-70.

### Den eksisterende kirke
I 1874 købte finansmanden C.F. Tietgen kirkepladsen, inklusive ruinen, af staten, som havde overtaget ejerskabet fra kongehuset i 1849 med det formål at videreføre byggeriet, hvilket også blev sat som betingelse for købet.
Tietgens plan var at lade arkitekten Christian Zwingmann lede byggeriet og bruge Ferdinand Meldahl som konsulent, men da Zwingmann pga. sygdom måtte opgive sin arkitektvirksomhed i midten af 1870'erne, overtog Meldahl ledelsen. Han havde også sine egne meninger om, hvordan bygningen skulle færdiggøres. Meldahl overlod den daglige ledelse af byggeriet til sin nære medarbejder, arkitekten Albert Jensen.
Meldahls plan, som i øvrigt blev løbende justeret under byggeriet, indebar, at sidetårnene blev sløjfet, og rotunden blev reduceret i højden. Tempelindgangen blev reduceret til fire søjler i stedet for seks og helt sløjfet på St. Kongensgadesiden. Tambouren blev ligeledes lavere end Jardins, men alligevel lykkedes det Meldahl at komme næsten lige så højt i vejret, takket været en opadstræbende kuppelform, og frem for alt væsentlig højere lanterne og spir.
Byggepladsen blev åbnet igen sidst i 1877. Ved købet i 1874 havde Tietgen fået en 10 års frist til at fuldføre kirken, men det tog alligevel 20 år. Byggeriet blev bl.a. forsinket af, at ruinen var betydelig mere forvitret end antaget, så man måtte rive mere ned, end man havde regnet med. Desuden påvirkede den internationale økonomiske depression i disse år også Tietgens forretninger, og gjorde det svært at skaffe midler til byggeriet.
Alle forhindringer blev dog overvundet, og 19. august 1894 kunne kirken indvies – 145 år efter nedlæggelsen af grundstenen. Tietgen overdrog ved denne lejlighed kirken, som jo var hans privateje, til staten.

## Kirkebygningen
Kirkens nederste del fremstår som en cirkulær ringmur med to firkantede tilbygninger mod øst og vest, som rummer indgangspartierne. Der er desuden mindre døre på nord- og sydsiden. Hovedindgangen mod øst er forsynet med en søjlebåret frontispice. Disse dele er beklædt med grå marmor (norsk gjellebækmarmor). I Marmorkirken, for øvrigt som i Christiansborg Slot og Marmorbroen, er der marmor udvundet i Bergen og det nærliggende Sunnhordland stift fra "De Lillienschioldske marmorværker".
Rotunden og tilbygningerne toppes af en balustrade, som er udsmykket med vaser.
Over rotunden rejser sig tamburen, som er delt i 12 dele med rundbuede nicher med mindre rektangulære vinduer. Materialerne er kalksten fra Fakse og ølandssten. Tamburen toppes også af en balustrade med vaser.
Tamburen bæres sammen med kuplen af tolv indvendige piller. Spændet er 31 m, hvilket gør den til Skandinaviens største kirkekuppel. Kuppel og lanterne er beklædt med kobber med forgyldte detaljer. Lanternen rummer kirkens klokker. Lanternen toppes af et kors med en strålekrans mellem armene. På den nedre del findes et filigranornament, i hvilket C.F. Tietgens initialer indgår.
Rundt om kirken står 14 bronzestatuer af danske kirkemænd fra Ansgar til Grundtvig og Kierkegaard. På balustraden står yderligere 18 statuer, disse dog udført i zink.
Indvendig afgrænses det cirkulære kirkerum af de tolv piller, som bærer tambur og kuppel. Mellem pillerne og ydermuren er en smal omgang. Over denne findes en lav pulpituretage.
Gulvet er grå terrazzo med sorte markeringer af gangarealer. I det hævede korområde indgår der brune felter i mønsteret.
Loftshvælvingen starter lige over tamburens glasmosaikvinduer, udført af glarmester August Duvier. Ruderne er kirkerummets primære dagslyskilde, da lyset fra de fleste af vinduerne i rotunden blokeres af de tolv piller.
Kunstmaler C.N. Overgaard lavede udsmykningen af kirkens kuppel med de 12 apostle efter skitser af Henrik Olrik der nåede at lave 6 inden han døde og Anton Dorph lavede de sidste 6. C.N. Overgaard fik opgaven at male kuplens apostle: "Paulus, Thomas, Matthæus, Simon, Judas, Thadæus, Andreas, Peter, Johannes den ældre, Filip, Bartholomæus og Johannes den yngre. De 12 engle er tegnet og malet af C.N. Overgaard. Efter C.N. Overgaard havde fuldendt dette farefulde job med at ligge og male kuplen på et stillads, blev han indstillet af F. Meldahl til Ridder af Dannebrog. Overgaard lavede også de 12 medaljoner med kristne symboler og båndet med teksten fra Johannesevangeliet 17,3: "Dette er det evige liv, at de kender dig, den eneste sande Gud, og ham, du har udsendt, Jesus Kristus". To imiterede marmormosaikker på højre og venstre side af alteret, samt udsmykningen ved det gamle orgel er også Overgaards værker. Kunstmaler C.N. Overgaard og glarmester August Duvierfor forærede glasmaleriet "Hjerterne opad" til Frederikskirken, som kan ses i loftet i "våbenhuset". Tegnet af C.N. Overgaard og fremstillet af August Duvier.
- Front.
- Sideindgang mod nord, med statuerne af Peder Palladius (tv) og Hans Tausen, begge lavet af Viggo Jarl.
- Indgang mod St. Kongensgade.
- Tambur og kuppel.
- Lanterne.
- Kirkerummet.
- Kirkerummet.
- Kirkerummet. Hovedindgangen.
- Loftkuplen.
- Udsigt fra toppen af kirken mod Amalienborg.
- Restauration af Marmorkirken.

## Inventar

### Alter
Altertavlen er udført i fyrretræ og stuk, der er stafferet som marmor i forskellige farver. Den er tegnet af Meldahl og udført af billedhugger H. Chr. Petersen og snedker H.N. Andersen, stafferingen af maler C.N. Overgaard. Tavlen indrammer alteret og det bagved placerede næsten 3 m høje alterkors, som er udført af arkitekten Harald Garde.

### Prædikestole
På grund af kirkens akustik blev den indrettet med to prædikestole i fremspring i korskranken på hver sin side af alteret. Dette fungerede dog ikke tilfredsstillende, og allerede året efter (1895) blev den sydlige sløjfet, og den anden forsynet med en bagside og en lydhimmel tegnet af Meldahl. Delene var rigt udsmykket og udførtes af billedhugger Petersen og snedker Lars Jørgensen. Samtidig hængte man draperier op i arkaderne mellem pillerne for at forbedre akustikken.
I 1930-31 blev Meldahls prædikestol afmonteret og kasseret, og en ny blev opmuret i marmor ved den nordvestlige pille. Den er tegnet af Emanuel Monberg og så enkel i udseende, at den næsten forsvinder ind i pillen.

### Døbefonte
Den oprindelige døbefont var en gave til Tietgen, og man havde valgt både kunstner – Stephan Sinding – og udformning uden Meldahls godkendelse. Værket var udført i bronze og omfattede foruden selve fonten en to meter høj mandlig dåbsengel. Hverken Meldahl eller Tietgen var begejstret for den.
1925 blev der opstillet en alternativ døbefont i korskrankens sydlige fremspring. Den er udført i grå-hvid marmor fra Schweiz. Modellen til den er lavet af Joakim Skovgaard med forbillede i en "gammelkristelig font på Sicilien". Sindings bronzefont blev i mange år bevaret i kirken, i pillefaget lige nord for hovedindgangen, men er nu flyttet til kirkens lille museum, som man passerer på vej til kuplen.

### Orgler
Kirkens oprindelige orgel blev bygget i 1894 af Knud Olsen, København, efter Meldahls tegninger. Orglet havde 29 stemmer. Facaden er inspireret af forbilleder i Venedig og Rom, og udsmykket med billedskærerarbejder af H. Chr. Petersen. Orgelpulpituret er indfældet i en af åbningerne mellem pillerne mod nord.
I 1963 blev et nyt orgel installeret. Det er bygget af Marcussen & Søn efter tegninger af Rolf Graae. Det gamle orgels facade blev bevaret, men piber fra elleve af stemmerne blev genbrugt i det nye orgel, som har 51 stemmer. Det nye orgel er placeret i åbningen mellem pillerne lige syd for hovedindgangen.
- Alter
- Prædikestol.
- Døbefont.
- Den gamle døbefont.
- Gammel orgelfacade.
- Ny orgelfacade.

## Gravminder
Der er ingen kirkegård ved Marmorkirken, men der findes en mindetavle i kirken over C.F. Tietgen og hustru. Det er udført af Niels Skovgaard omkring 1920.
- Mindetavle.